# Tommy Windich

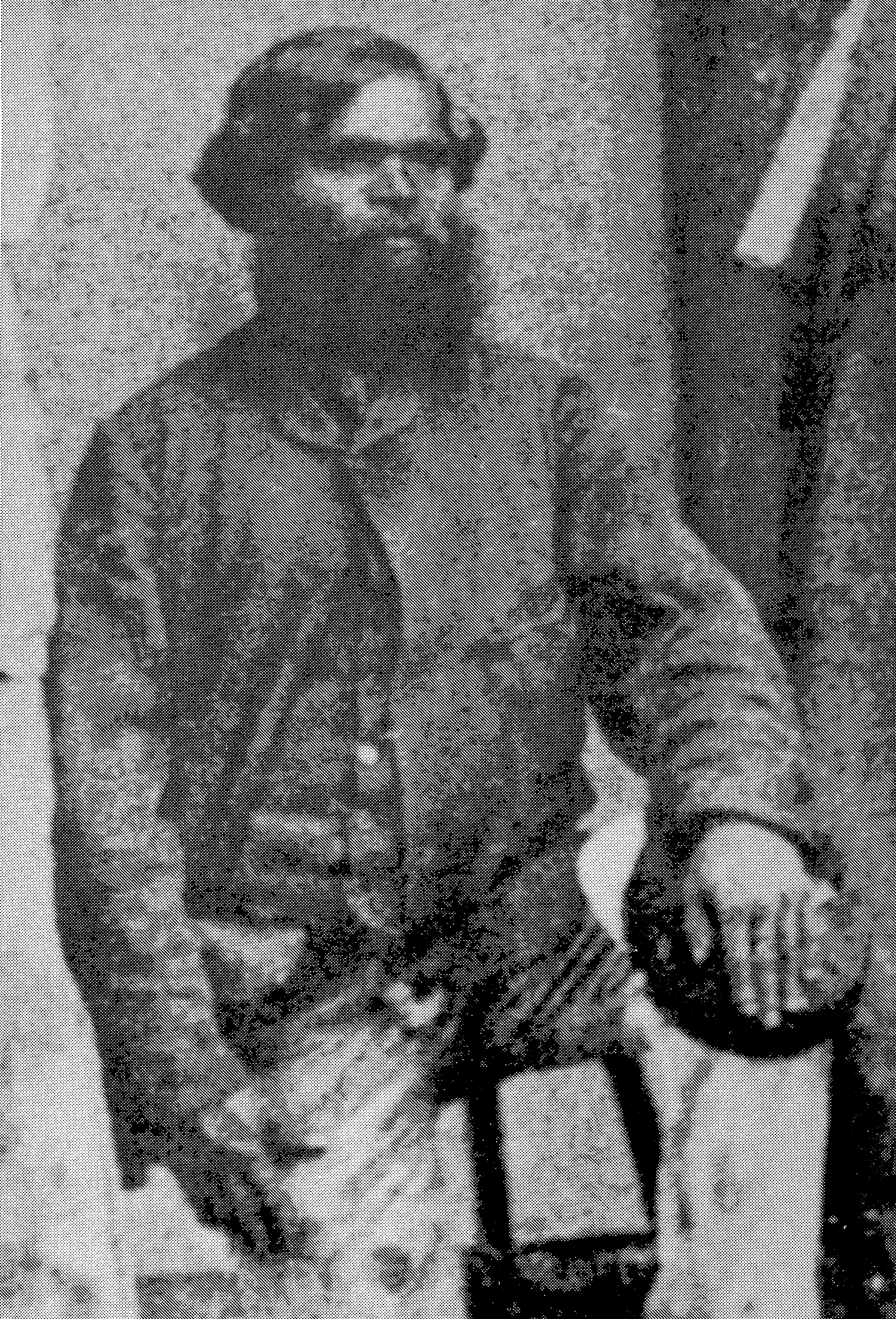
Tommy Windich

Tommy Windich (ca. 1840 – ca. 20 februari 1876) was een Australische Aborigines die in de jaren 1860 en 1870 deel uitmaakte van een aantal expedities in West-Australië.

## Vroege leven
Windich werd rond 1840 geboren nabij Mount Stirling, ten zuiden van Kellerberrin in West-Australië. Er is weinig over zijn jeugd bekend. Hij was een Nyungah Aborigines en behoorde tot de Kokar die Njaggi Njaggi spraken. Zijn vaardigheden in het spoorzoeken en kennis van meerdere aboriginestalen wijzen op een traditionele opvoeding. Windich kon goed met paarden en geweren overweg waaruit veelvuldig contact met de koloniale cultuur kan worden opgemaakt. Vermoedelijk werd hij na een epidemie door kolonisten opgenomen.

## Spoorzoeker
In het begin van de jaren 1860 werkte Windich als inheemse hulpagent voor de Yorkse politie. Hij werd ingezet als spoorzoeker bij zoektochten naar ontsnapte gevangenen, door de overheid gezochte Aborigines en ontsnapte paarden. In 1865 hielp hij bij het opsporen en wederom gevangennemen van Joseph Johns. Johns werd later bekend als bushranger Moondyne Joe. Begin 1866 hielp Windich de drie Aborigines gevangennemen die de pastoralist Edward Clarkson hadden gedood. Een van de Aborigines verzette zich en verwondde hem daarbij met een speer aan de arm. Windich kreeg door die zoektocht de naam een goede en betrouwbare spoorzoeker te zijn.
In 1866 werkte Windich nog een tijdje als inheemse hulpagent in Beverley. Vervolgens nam hij deel aan een aantal expedities. De eerste tocht waar hij aan deel nam was Charles Cooke Hunts derde expeditie. Het doel was de gebieden ten oosten van de Hampton Plains te verkennen maar een ongebruikelijke droogte veroorzaakte een gebrek aan water en voedsel voor de paarden. De expeditieleden werden door de omstandigheden gedwongen naar York terug te keren.
In 1869 nam Windich deel aan John Forrests eerste expeditie. Het betrof de zoektocht naar de vermiste ontdekkingsreiziger Ludwig Leichhardt in de woestijn ten westen van het latere Leonora. Het jaar erop maakte Windich deel uit van Forrests tweede expeditie. Edward John Eyres route tussen de kolonies West-Australië en Zuid-Australië langs de Grote Australische Bocht werd daarbij verkend. In 1871 nam Windich deel aan een volgende poging om het gebied ten oosten van de Hampton Plains te verkennen, dit maal onder leiding van Alexander Forrest. De expeditie ontdekte 1.200 km² grasland waarvan de helft van goede kwaliteit was, maar leerde ook dat water er ontzettend schaars was. In 1874 maakte Windich deel uit van Forrests derde en meest ambitieuze expeditie. De expeditie verkende het stroomgebied van de rivier Murchison waar ze veel grasland ontdekte. Vervolgens trokken de expeditieleden door het onbekende midden van West-Australië, tot ze de telegraaflijn bereikten die tussen Darwin en Adelaide liep.
Begin 1876 werkte Windich als gids voor een ploeg die de telegraaflijn tussen Perth en Adelaide aanlegde. Hij werd eerst verkouden maar vervolgens ernstig ziek. Rond 20 februari 1876 stierf Windich aan een longontsteking. Hij werd begraven aan Dempster Head nabij Esperance. John Forrest sprak toen:
" ... zijn naam is bijna een begrip in deze kolonie... Ik heb het gevoel dat ik een oude en beproefde metgezel en vriend heb verloren."

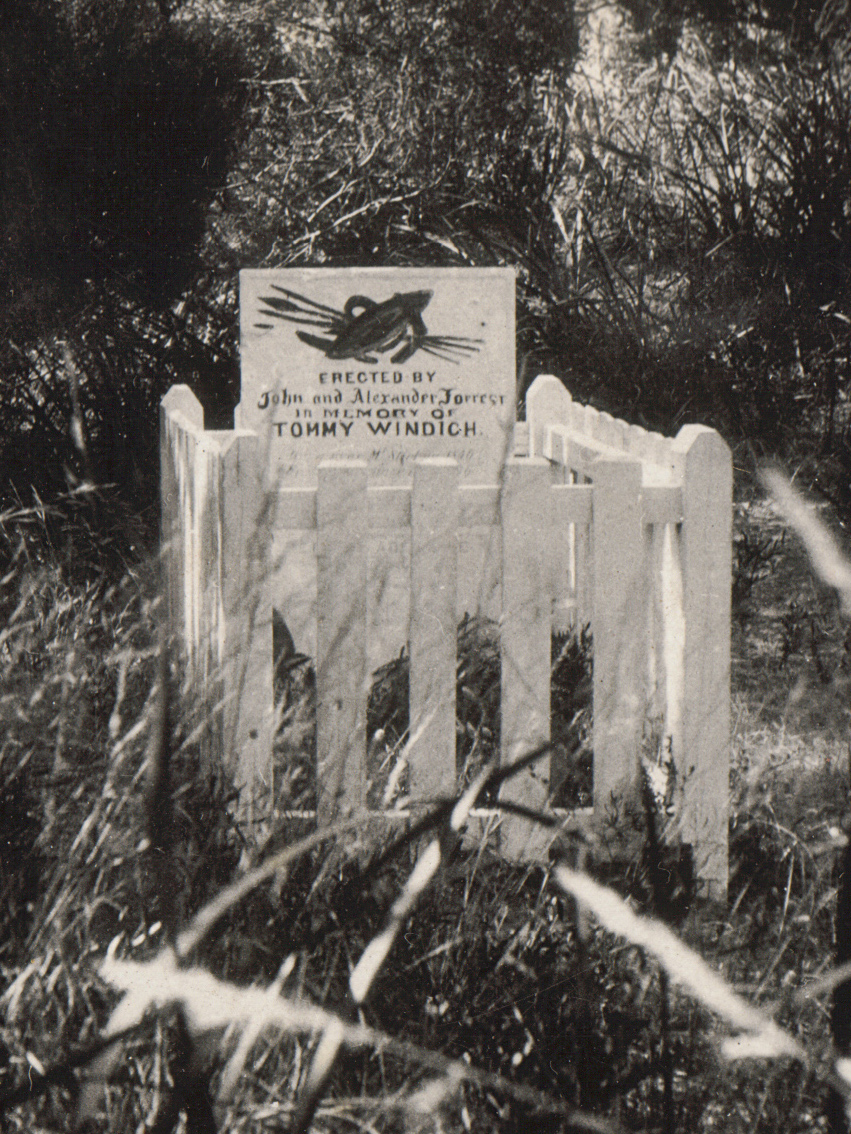
Windichs graf nabij Esperance in 1929

## Nalatenschap
John Forrest vernoemde op 27 mei 1874 Windich Springs, ten noordwesten van het Frere-gebergte, naar Tommy Windich..
John en Alexander Forrest lieten in Esperance een graf aanleggen om Windich te herdenken.
In september 1988 werd een gerstvariëteit, gekweekt door het West-Australische departement van landbouw om in gebieden met een gemiddeld tot hoog neerslagpatroon geteeld te worden, verspreid onder de naam Hordeum vulgare c.v. Windich. De variëteit wordt doorgaans de Windich genoemd en is naar Tommy Windich vernoemd volgens de West-Australische traditie om nieuwe graanvariëteiten naar historische personen uit West-Australië te vernoemen.